# 디아이피 (음악 그룹)
디아이피는 대한민국의 음악 그룹이다. 2016년 디지털 싱글 앨범 [FIZZ]로 데뷔했다.

## 음반
- Fizz (2016)
- 될 것 같은 밤 (2017)

## 공연
- 인터비디 콘서트 (2017)

## 수상
- 대한민국 문화연예대상 K팝 해외인기상 (2018)
- 대한민국 문화연예대상 K팝 신인상 (2017)
- 한중문화 스타어워즈 아시아그룹상 (2016)
- LBMA 스타어워즈 아시아 라이징 스타상 (2016)